# Hilo Hilo
Hilo Hilo ist eine Ortschaft im Departamento La Paz im südamerikanischen Andenstaat Bolivien.

## Lage im Nahraum
Hilo Hilo liegt in der Provinz Franz Tamayo und ist der zweitgrößte Ort im Cantón Pelechuco im Municipio Pelechuco. Die Ortschaft liegt in den nordwestlichen Ausläufern der Cordillera Apolobamba auf einer Höhe von 4013 m am Ufer des Río Hilo Hilo, der hier in nordöstlicher Richtung und flussabwärts zum Río Pelechuco fließt.

## Geographie
Hilo Hilo liegt im nördlichen Teil der bolivianischen Cordillera Central. Die Region weist ein ausgeprägtes Tageszeitenklima auf, bei dem die mittlere Temperaturschwankung im Tagesverlauf deutlicher ausfällt als im Verlauf der Jahreszeiten.
Die Jahresdurchschnittstemperatur der Region liegt bei 5 °C, der Jahresniederschlag beträgt etwa 750 mm (siehe Klimadiagramm Pelechuco). Die Monatsdurchschnittstemperaturen schwanken nur unwesentlich zwischen 2 °C im Juni/Juli und 6 °C im Oktober bis Dezember, die Monatsniederschläge liegen zwischen unter 10 mm in den Monaten Juni und Juli und über 100 mm von Dezember bis März.

## Verkehrsnetz
Hilo Hilo liegt in einer Entfernung von 308 Straßenkilometern nordwestlich von La Paz, der Hauptstadt des gleichnamigen Departamentos.
Von La Paz führt die asphaltierte Nationalstraße Ruta 2 in nordwestlicher Richtung 70 Kilometer bis Huarina, dort zweigt die Ruta 16 ab, die als asphaltierte Straße weiter in nordwestlicher Richtung in 97 Kilometern entlang des Titicacasees bis Escoma führt. Von dort führt die Ruta 16 weiter als unbefestigte Piste weiter nach Norden und erreicht nach 49 Kilometern Villa Rosario de Wilacala. Von dort sind es noch einmal fünfzehn Kilometer in nördlicher Richtung bis Llachuani. Dreieinhalb Kilometer nördlich von Llachuani zweigt eine Nebenstraße nach links in westlicher Richtung von der Ruta 16 ab und führt vorbei an Moroqarqa nach Ulla Ulla und von dort zuerst vier Kilometer in nördlicher Richtung und dann 34 Kilometer nach Osten über Puyo Puyo nach Hilo Hilo.

## Bevölkerung
Die Einwohnerzahl der Ortschaft ist in dem Jahrzehnt zwischen den beiden letzten Volkszählungen um etwa ein Fünftel angestiegen:
| Jahr | Einwohner         | Quelle       |
| ---- | ----------------- | ------------ |
| 1992 | keine Detaildaten | Volkszählung |
| 2001 | 398               | Volkszählung |
| 2012 | 479               | Volkszählung |
| 2024 |                   | Volkszählung |

Die Bevölkerung der Region setzt sich etwa zu gleichen Teilen aus den indigenen Völkern der Aymara und Quechua zusammen.